# Acrotritia duplicata
Acrotritia duplicata är en kvalsterart som först beskrevs av Grandjean 1953.  Acrotritia duplicata ingår i släktet Acrotritia och familjen Euphthiracaridae. Inga underarter finns listade i Catalogue of Life.